# Воскетап
Воскетап (вірм. Ոսկետափ) — село в марзі Арарат, у центрі Вірменії. Село розташоване на трасі Єреван — Степанакерт, на залізниці Єреван — Єрасх (станція Айгаван), за 7 км на північний захід від міста Арарата, за 3 км на північний захід від села Айгаван, за 4 км на південний схід від села Ванашен, за 2 км на південь від села Аралез, за 1 км на південний схід від села Нор Кянк та 4 км на південний схід від села Покр Веді.